# Château de Pampigny
Le château de Pampigny est un château situé dans la commune vaudoise de Pampigny, en Suisse.

## Histoire
Alors que le premier château construit à Pampigny se dressait sur la colline qui surplombe le village, l'un de ses propriétaires décida de le descendre au pied de celle-ci au XVIe siècle et de le reconstruire à l'identique, probablement pour bénéficier de place supplémentaire ; c'est à cette époque que l'église sera également reconstruite au sommet de la colline en remplacement.

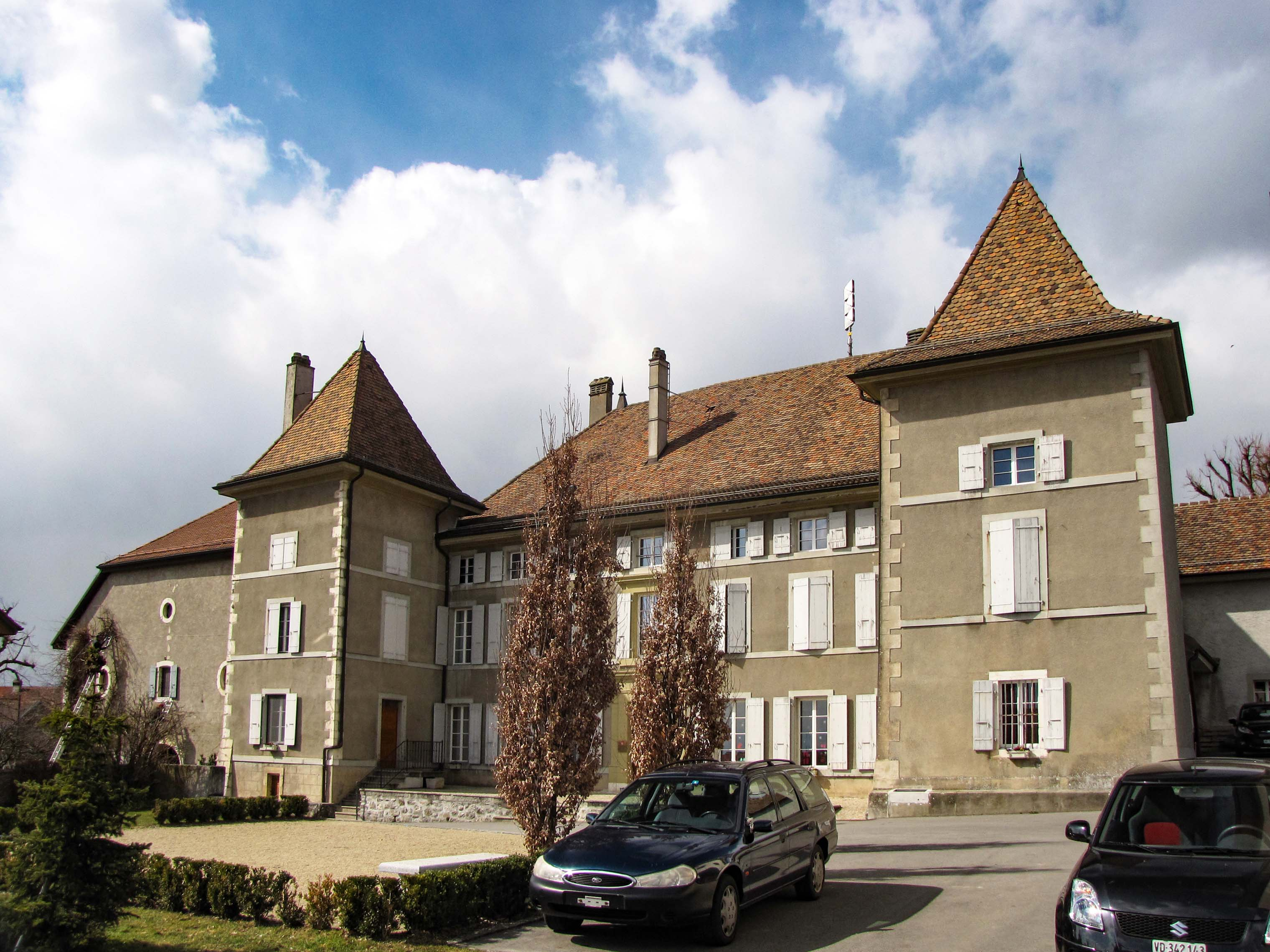
Vue de face du bâtiment

Le actuel château a été construit vers 1730 par Guillaume Delagrange pour le compte des seigneurs de Mestral sur l'emplacement du second château. Il restera entre les mains de cette famille jusqu'à la révolution vaudoise ; c'est la commune qui rachète le bâtiment en 1837 pour la somme de 22 000 francs pour la transformer en école, fonction qu'elle occupe encore de nos jours. Le deuxième étage du bâtiment a ensuite été aménagé en appartements. En 2007, un incendie s'est déclaré dans l'un de ses appartements mais a pu être circonscrit avant de se propager à la toiture de l'édifice.
Le bâtiment, tout comme l'église et la cure, est inscrit comme bien culturel suisse d'importance régionale.